# مکنین
مکنین (به عربی: مکنین) شهری در استان المنستیر کشور تونس است که جمعیت آن در سرشماری سال ۲۰۰۴ میلادی ۴۸٫۳۸۹ نفر بوده‌است.